# ماترا آر-۵۳۰
ماترا آر-۵۳۰ یک موشک هوابه‌هوا با بُرد متوسط تا کوتاه فرانسوی، ساخت شرکت ماترا است. این موشک در انواع هدایت فروسرخ و هدایت نیمه‌فعال راداری موجود بود و به‌عنوان سلاح اصلی میراژ ۳،میراژ اف ۱ و اف-۸ کروسیدر، در خدمت نیروهای مسلح فرانسه بود.

## پیشینهٔ عملیاتی
آر-۵۳۰، در اسرائیل برای تکمیل موشک هوابه‌هوای هدایت فروسرخ رافائل شفریر در نظر گرفته شده بود. به این موشک، در اسرائیل نام «یاهلوم» (به عبری: الماس) داده شد و به اسکادران شماره ۱۱۰ و ۱۱۷ برای هواپیماهای هشدار واکنش سریع (آلرت) تدارک دیده شد
در ۲۹ نوامبر ۱۹۶۶، یک میراژ ۳ نیروی هوایی اسرائیل، دو فروند میگ-۱۹ مصر را که سعی در رهگیری یک هواپیمای شناسایی اسرائیلی از نوع پایپر جی-۳ کاب در حریم هوایی اسرائیل را داشتند، سرنگون کرد. میگ نخست، با شلیک از فاصلهٔ کمتر از یک مایلی، منهدم شد و این نخستین سرنگونی هوایی توسط این موشک بود. در این رویداد، میگ-۱۹ دوم، با شلیک توپ داخلی هواپیما، منهدم شد.
در طول جنگ شش‌روزه، این موشک برای شلیک و پرتاب، نیاز به قفل راداری از رادار سیرانو میراژ ۳ داشت، اما رادار سیرانو، در ارتفاع پایین و در محدودهٔ ارتفاع معمول در نبردهای هوایی در طول جنگ شش‌روزه، با مشکل مواجه بود. آر-۵۳۰ در طول این جنگ، موفق به اصابت به‌هواپیماهای دشمن نشد و تقریباً بی‌فایده ظاهر شد.

## نگارخانه

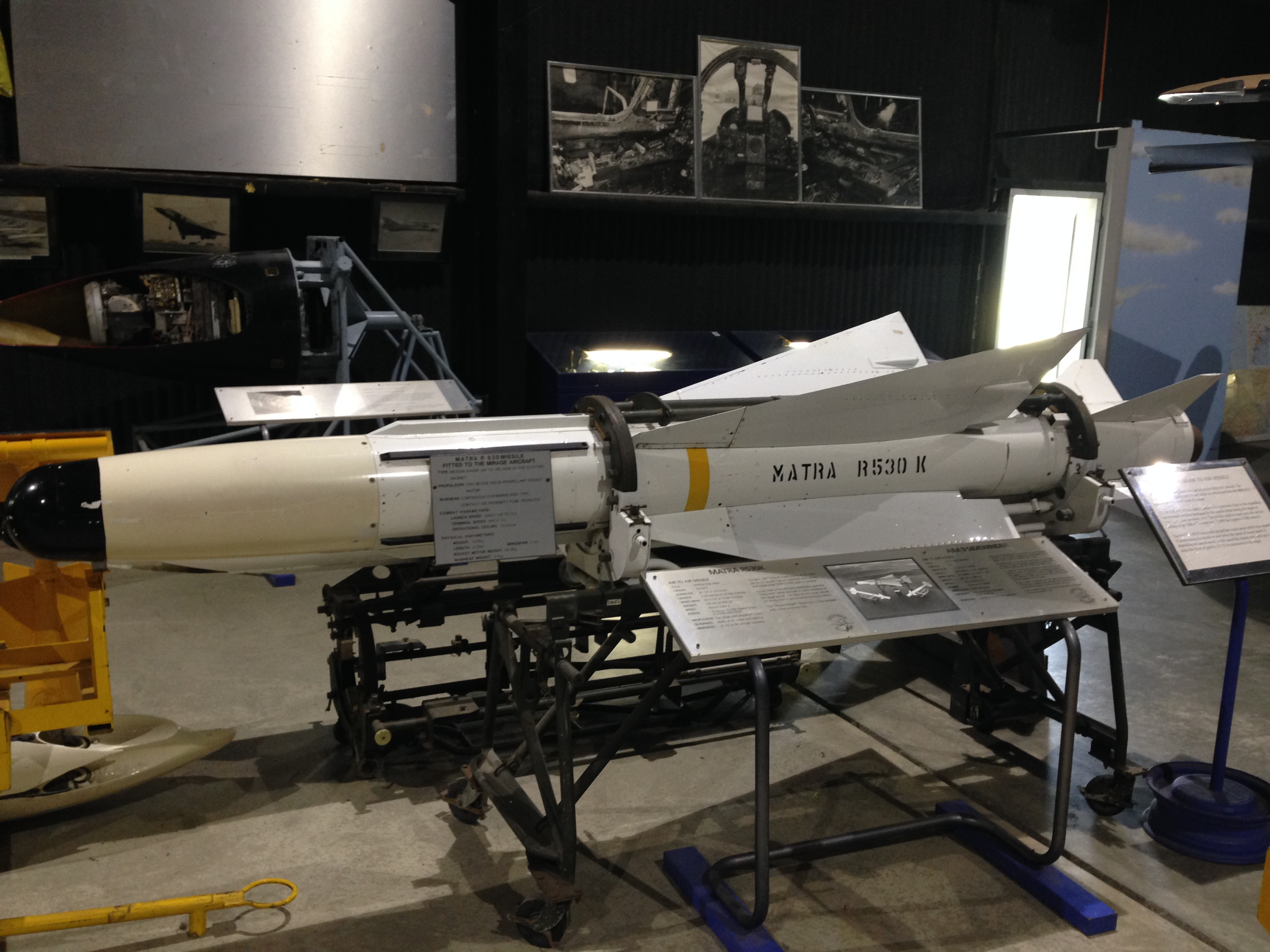
موشک ماترا آر-۵۳۰
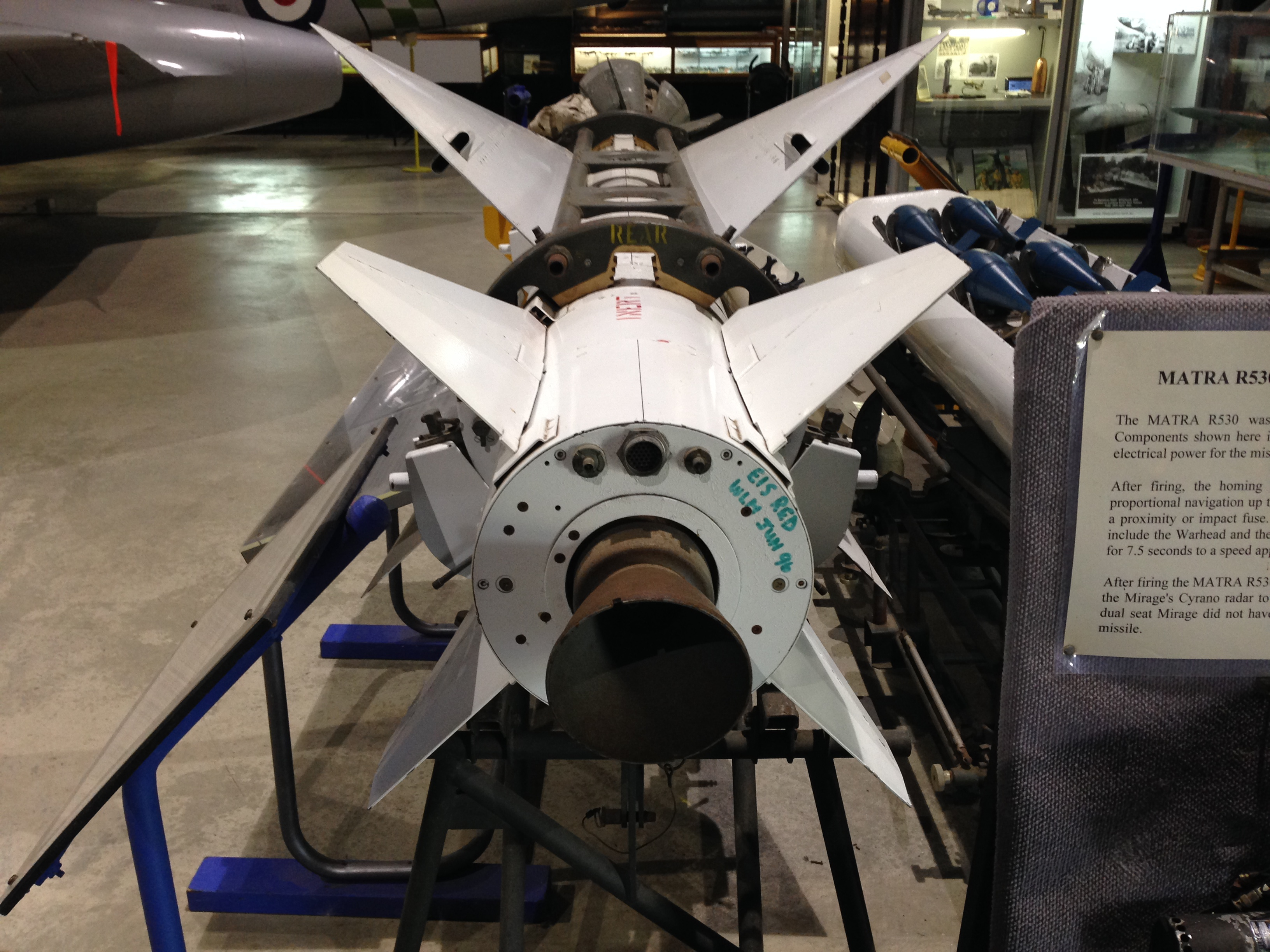
موشک ماترا آر-۵۳۰
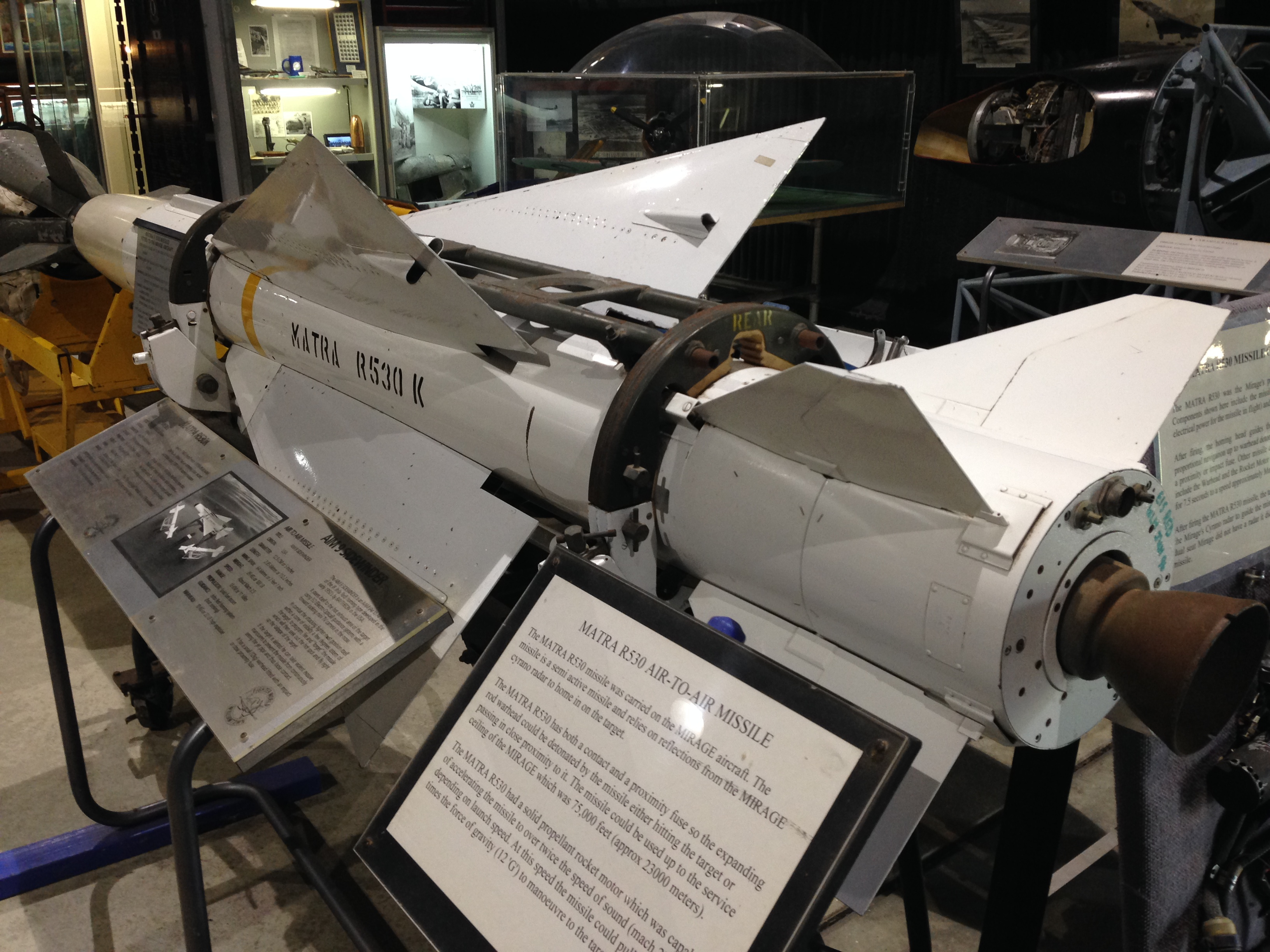
موشک ماترا آر-۵۳۰
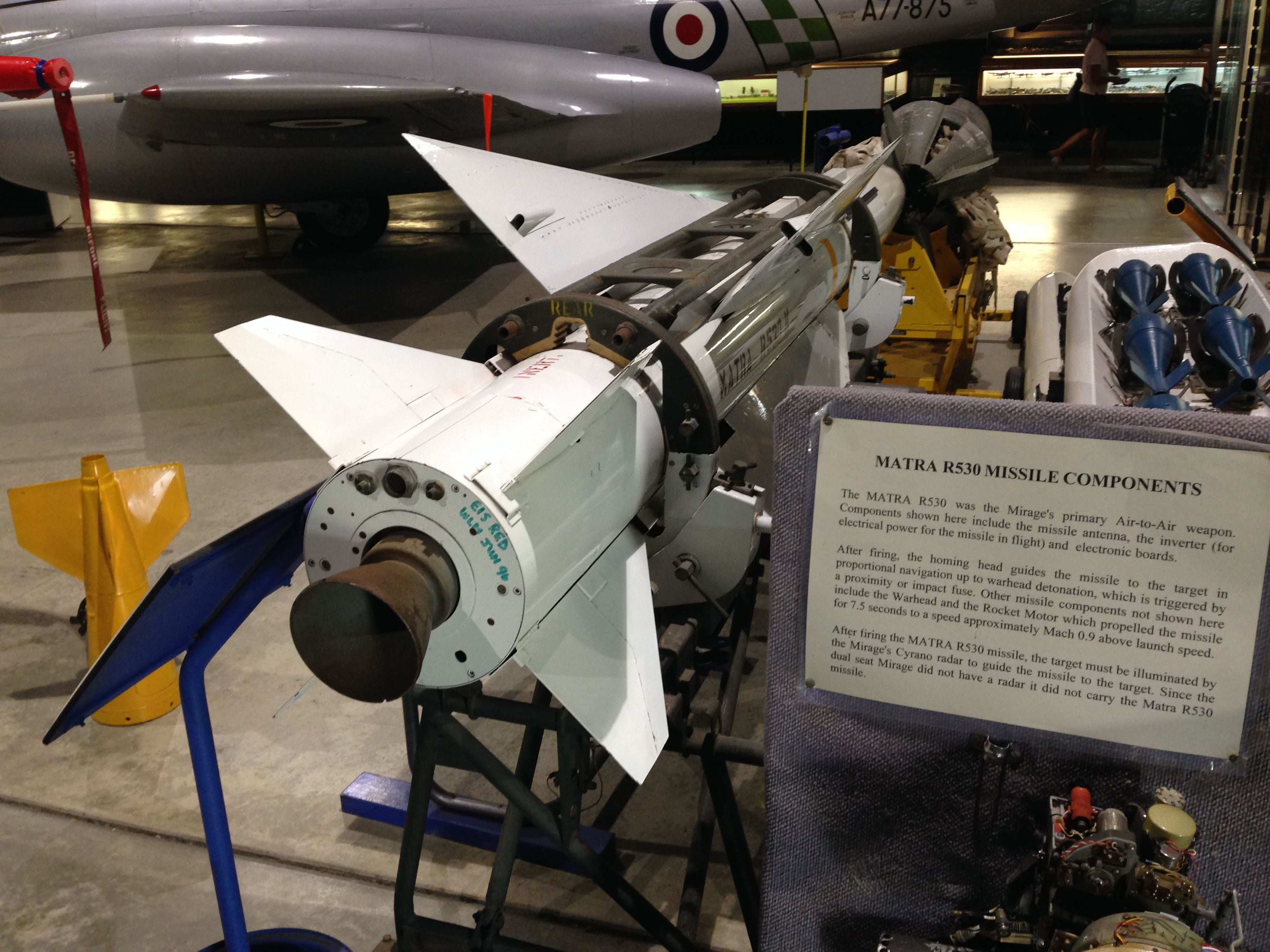
موشک ماترا آر-۵۳۰
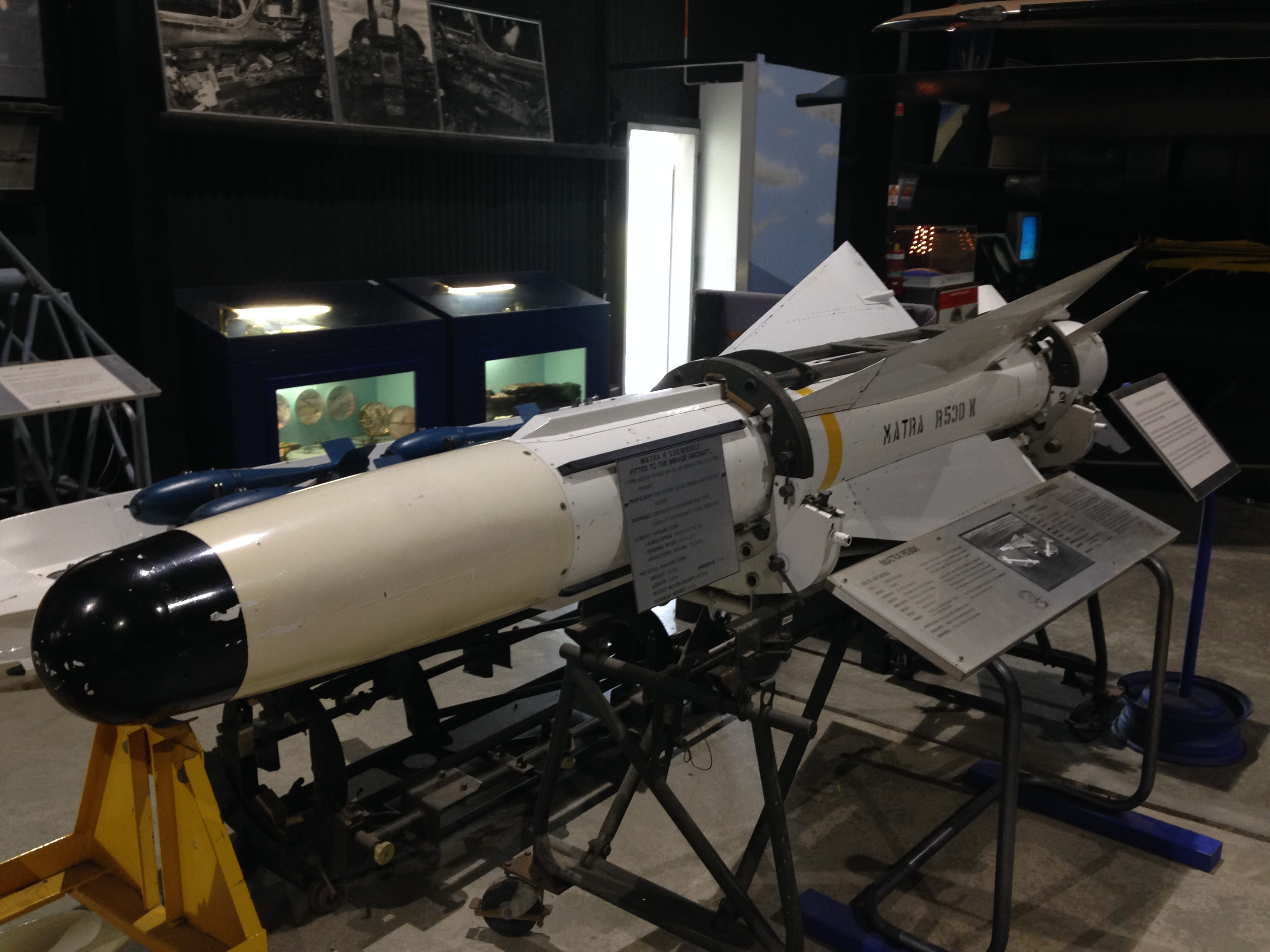
موشک ماترا آر-۵۳۰
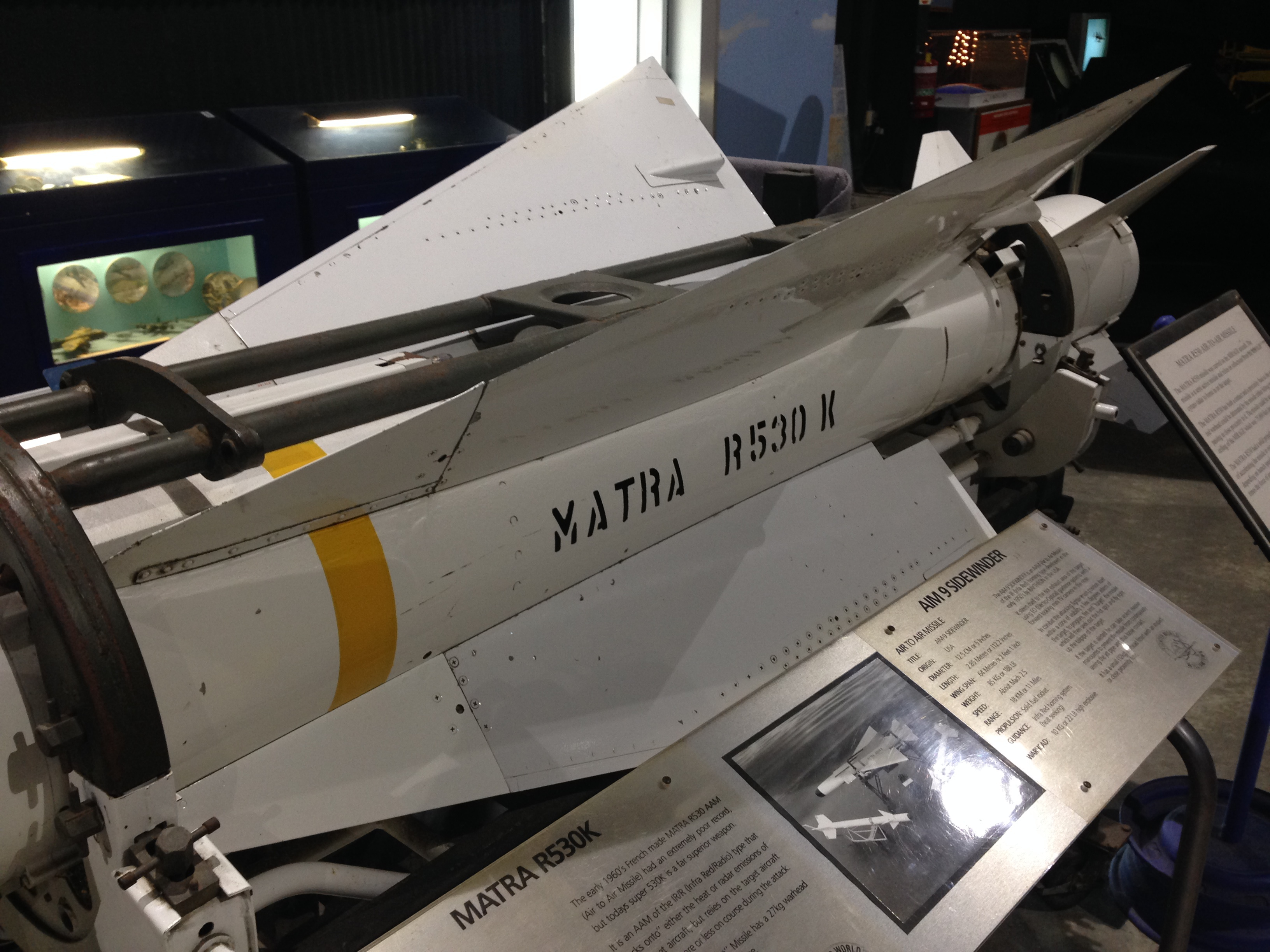
موشک ماترا آر-۵۳۰
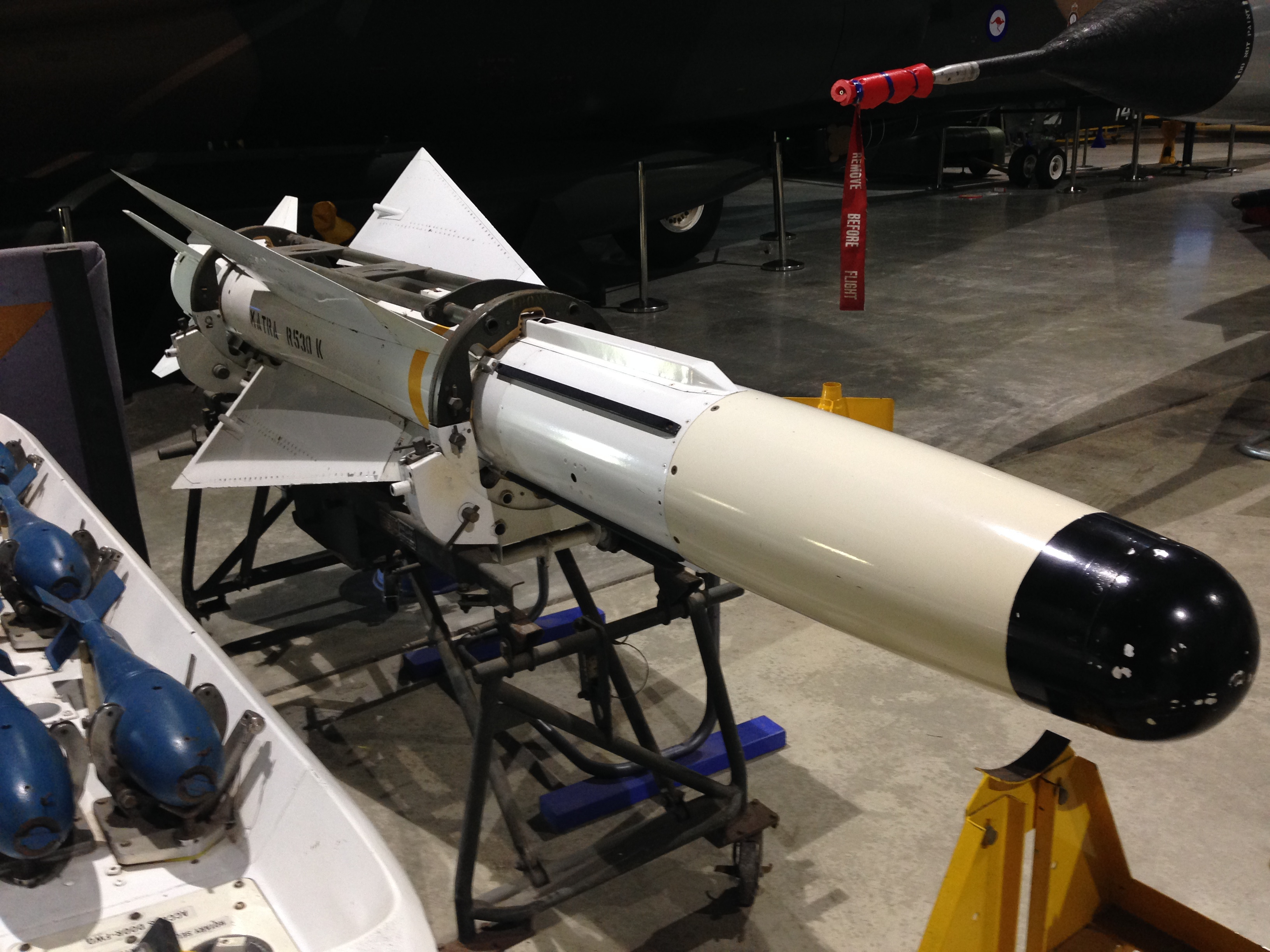
موشک ماترا آر-۵۳۰
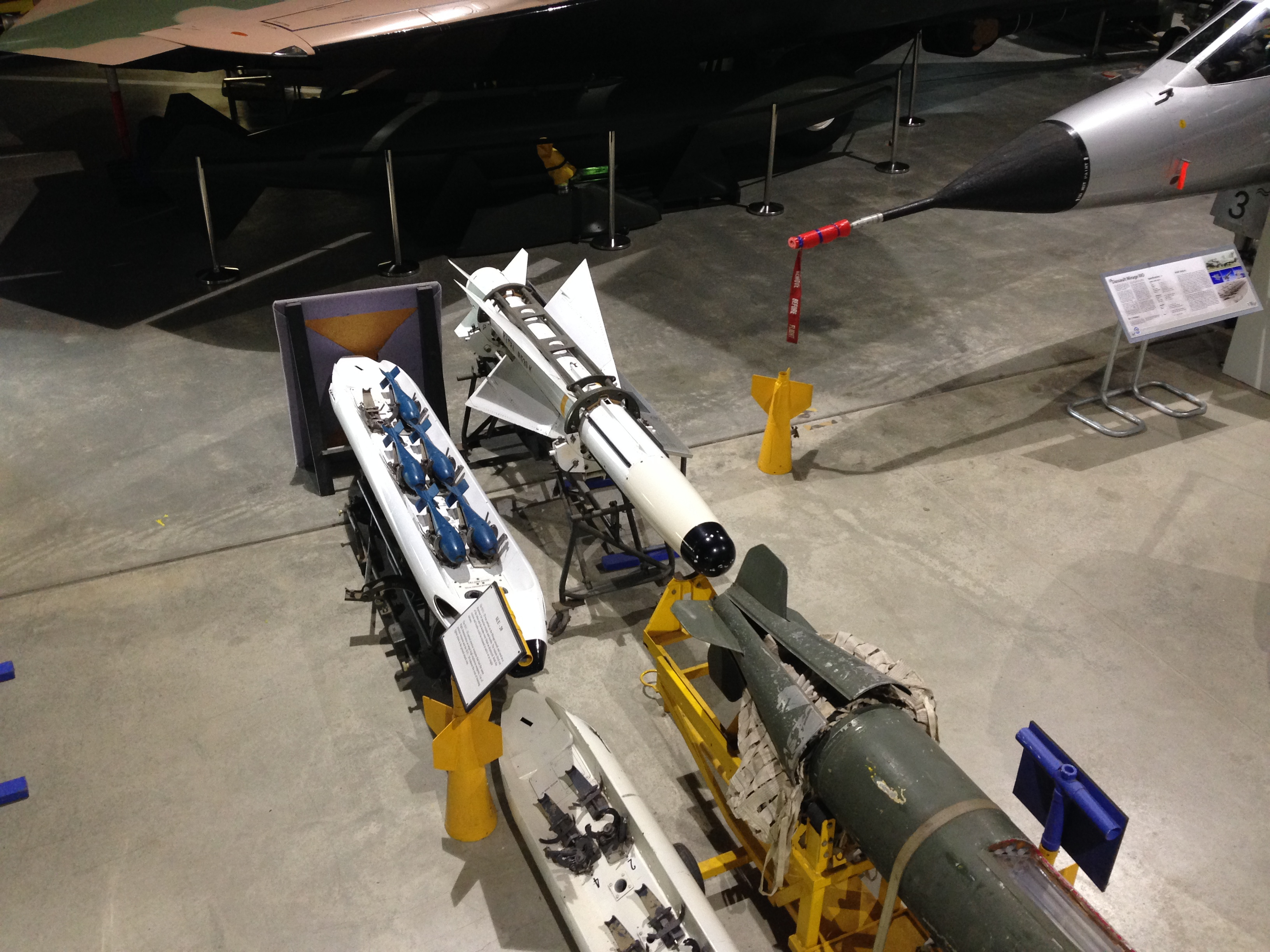
موشک ماترا آر-۵۳۰
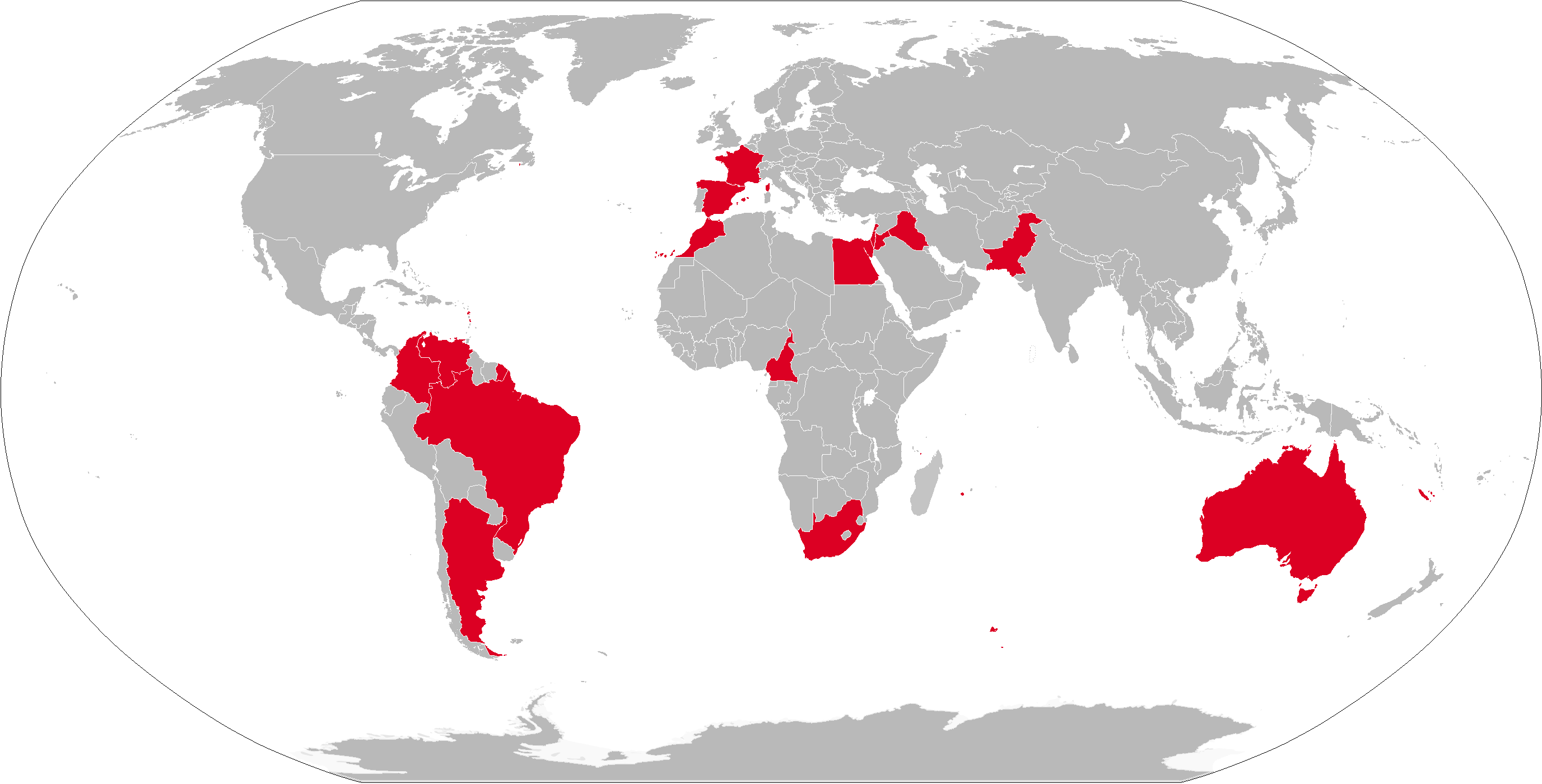
نقشهٔ کابران پیشین موشک ماترا آر-۵۳۰ به رنگ قرمز
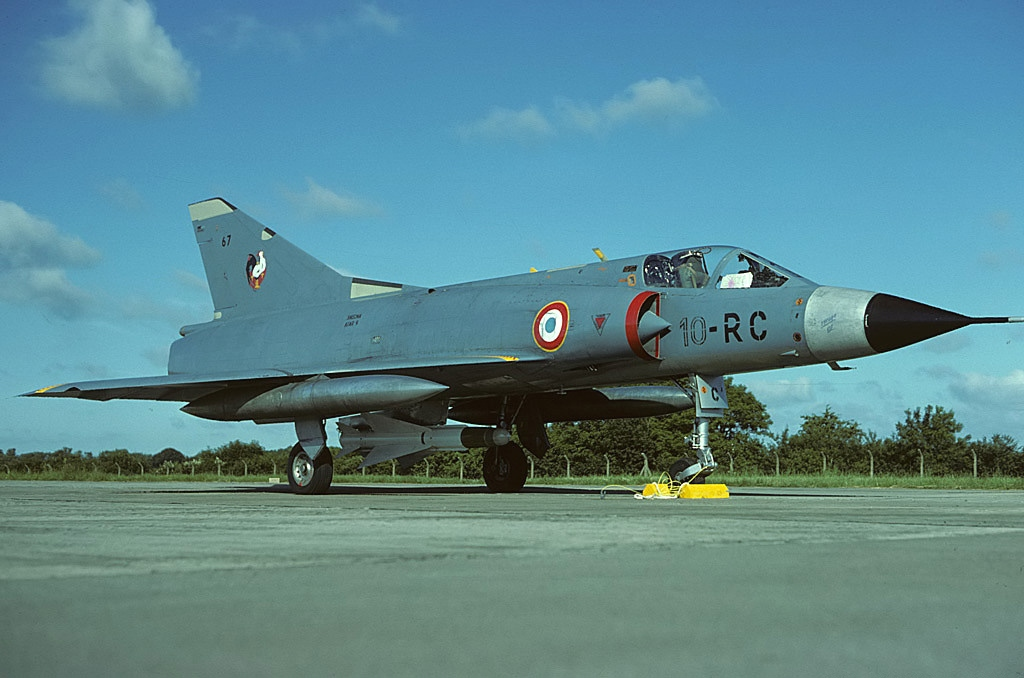
یک میراژ ۳ مسلح به موشک ماترا آر-۵۳۰ در سال ۱۹۸۰
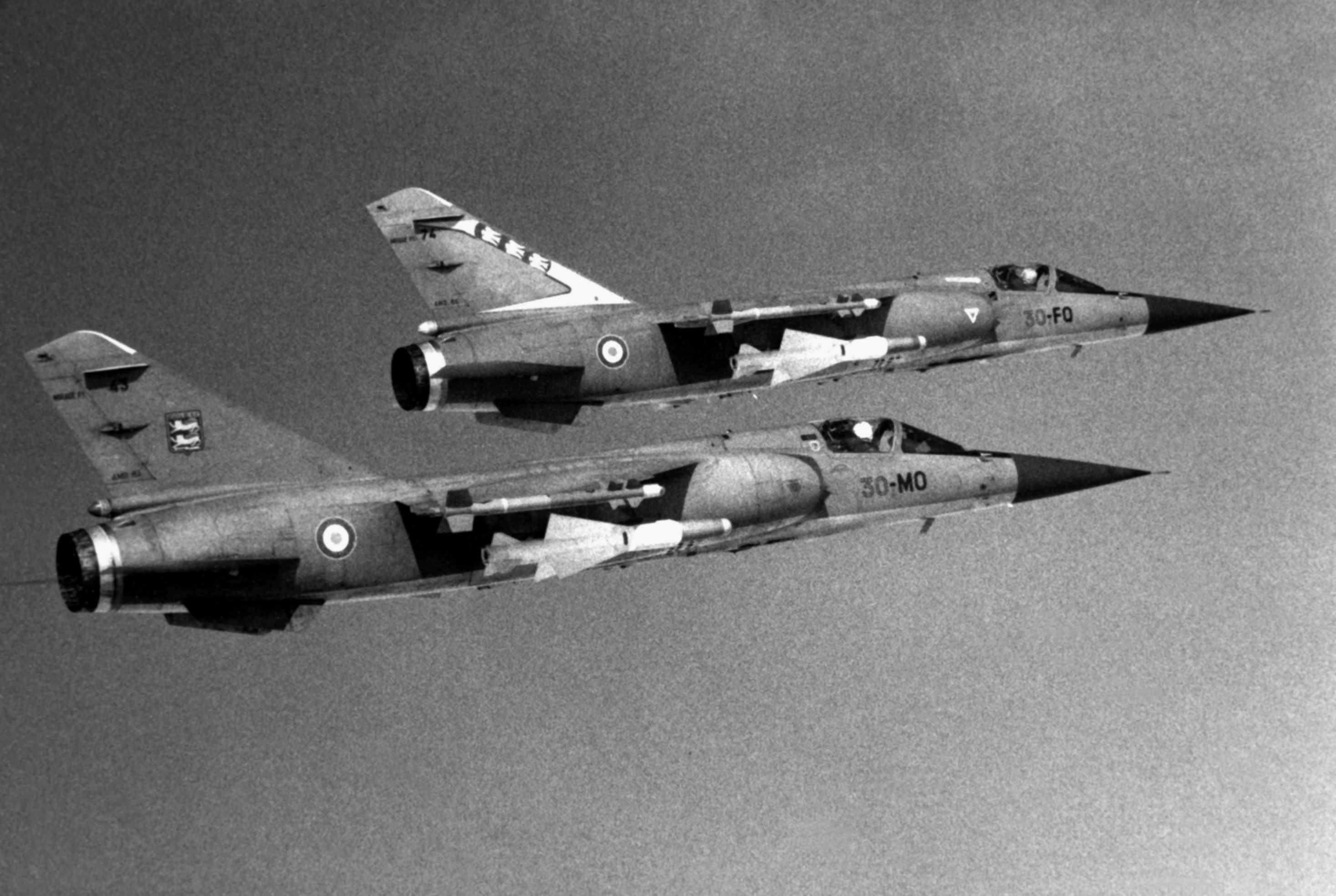
یک میراژ اف۱ مسلح به موشک ماترا آر-۵۳۰ در سال ۱۹۸۶

## کاربران پیشین
آرژانتین
 استرالیا
 برزیل
 فرانسه
 اسرائیل
 اردن
 لبنان
 لیبی
 مراکش
 پاکستان
 آفریقای جنوبی
 اسپانیا
 ونزوئلا
 قطر